# Yalinga
Yalinga is een stad in het oosten van de Centraal-Afrikaanse Republiek, gelegen in de prefectuur Haute-Kotto. Yalinga is via de weg verbonden met de stad Bria.